# 功夫杀手
《功夫杀手》（英語：Kung Fu Killer，又名《白鹤功夫传》），中国大陆动作片，导演菲利普·斯宾克，主演大卫·卡拉丁、达丽尔·汉纳、欧斯瑞克·周、郑佩佩、吴安雅。

## 剧情
该片讲述1929年中华民国上海市的武术家“白鹤”和鸦片贩子之间的恩怨。

## 演出
- 大卫·卡拉丁 出演 白鹤
- 达丽尔·汉纳
- 欧斯瑞克·周
- 郑佩佩
- 吴安雅

## 制作
该片拍摄于浙江省横店影视城。
大卫·卡拉丁曾出演电影《杀死比尔》。